# Моторная улица (Мелитополь)
Моторная улица (укр. Моторна вулиця) — улица в Мелитополе, на Песчаном. Начинается от безымянного переулка, идущего по склону горы между улицами Михаила Оратовского и Белякова. Спускается с горы, пересекает улицу Павла Сивицкого и оканчивается перекрёстком с ответвлением улицы Михаила Оратовского. За 100 метров до конца улицы в неё врезается переулок, которым оканчиваются улицы Курчатова и Бердянская.

## История
Территория, на которой находится улица, с 1860-х годов входила в состав села Песчаного. Но большие сельские огороды по нынешней улице Белякова смыкались с огородами по нынешней улице Михаила Оратовского, и никаких улиц между Белякова и Оратовского в то время не было. В 1939 году село Песчаное вошло в состав Мелитополя.
В конце 1960-х годов территория между М. Оратовского (тогда - Калинина) и Белякова начала застраиваться. В 1966 году была проложена улица Грибоедова, в 1967 — Курчатова. Наконец, 7 марта 1968 года было принято решение о прокладке Моторной. Участки на новой улице были отданы под застройку работникам Мелитопольского моторного завода, которому улица и обязана своим названием.
В начале 1990-х годов улица была покрыта щебнем, но в настоящее время качество дорожного покрытия неудовлетворительное. В начале 2000-х годов на всём участке от начала улицы до улицы Павла Сивицкого (тогда - Тельмана) работал только один уличный фонарь, но 2008 году уличное освещение было восстановлено.

## Галерея
|                                                                                 |                                                                                   |                                                                                       |                                                                                         |
| начало улицы со стороны безымянного переулка                                    | участок ул. Павла Сивицкого - безымянный пер., вид в сторону безымянного переулка | участок ул. Павла Сивицкого - безымянный пер., вид в сторону ул. П. Сивицкого         | участок ул. Павла Сивицкого - безымянный пер., вид в сторону безымянного переулка       |
|                                                                                 |                                                                                   |                                                                                       |                                                                                         |
| вид со стороны перекрёстка с ул. Павла Сивицкого в сторону безымянного переулка | перекрёсток с улицей Павла Сивицкого, вид в сторону безымянного переулка          | участок ул. Михаила Оратовского - ул. Павла Сивицкого, вид в сторону ул. П. Сивицкого | участок ул. Михаила Оратовского - ул. Павла Сивицкого, вид в сторону ул. М. Оратовского |